# Andrena ishikawai
Andrena ishikawai är en biart som beskrevs av Hirashima 1958. Andrena ishikawai ingår i släktet sandbin, och familjen grävbin. Inga underarter finns listade i Catalogue of Life.